# Heneage Finch (Politiker, 1580)

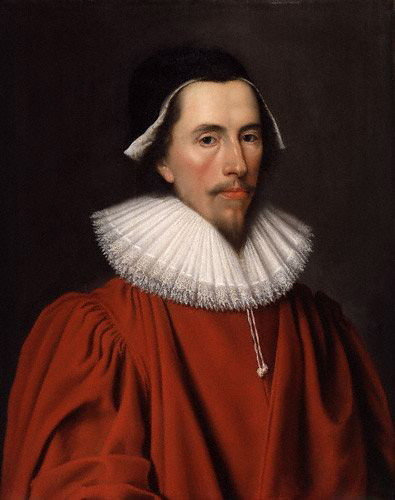
Sir Heneage Finch

Sir Heneage Finch (* 15. Dezember 1580; † 5. Dezember 1631) war ein englischer Jurist und Politiker.

## Leben
Er war der jüngste Sohn des Sir Moyle Finch, 1. Baronet (1550–1614) und der Elizabeth Heneage, 1. Countess of Winchilsea (1556–1634).
Er wurde am Trinity College der Universität Cambridge ausgebildet und wurde 1606 am Inner Temple als Barrister zugelassen.
1607 wurde er als Abgeordneter für das Borough Rye in Sussex in englische House of Commons gewählt. Er hatte dieses Mandat bis 1614 inne. 1621 wurde er als Abgeordneter für das Rotten borough West Looe in Cornwall und 1624, 1625 und 1626 für das Borough London gewählt.
Von 1621 bis 1631 hatte er das Amt des Recorder of the City of London inne. Am 22. Juni 1623 wurde er als Knight Bachelor geadelt und 1625 wurde er Serjeant-at-law. Von 1625 bis 1626 amtierte er zudem als Speaker des House of Commons und saß den letzten Sitzungen des Parlaments vor, bevor König Karl I. dieses 1626 auflöste.

## Ehen und Nachkommen
In erster heiratete er um 1607 Frances Bell († 1627). Mit ihr hatte er vier Kinder:
- Heneage Finch, 1. Earl of Nottingham (1620–1682) ⚭ Elizabeth Harvey;
- Francis Finch (1623–1679) ⚭ Elizabeth Parkhurst;
- Elizabeth Finch (* 1625) ⚭ Edward Maddison (1594–1672).
- John Finch († 1627)

In zweiter Ehe heiratete er 1629 Elizabeth Cradock († 1661), die reiche Witwe des Londoner Kurzwarenhändlers Richard Bennett († 1628). Mit ihr hatte er mehrere Kinder, darunter:
- Frances Finch (* 1630) ⚭ Sir Clifford Clifton;
- Anne Finch (1631–1679) ⚭ Edward Conway, 1. Earl of Conway.